# Damien Howson
Damien Howson (Adelaida, 13 de agosto de 1992) es un ciclista profesional australiano que corre para el equipo Q36.5 Pro Cycling Team de categoría UCI ProTeam.

## Trayectoria
Debutó en 2011 con el equipo continental Team Jayco-AIS, en agosto de 2013 pasa al Orica-GreenEDGE equipo de máxima categoría, como stagiaire (aprendiz a prueba).
Es un corredor especialista en la contrarreloj, entre sus victorias más destacadas se encuentran, el Campeonato Mundial Contrarreloj sub-23 conseguido en 2013, y un tercer puesto en la misma competición en 2012.

## Palmarés
2011
- Campeonato Oceánico Contrarreloj sub-23

2012
- Campeonato Oceánico Contrarreloj sub-23
- 3.º en el Campeonato Mundial Contrarreloj sub-23

2013
- Campeonato Oceánico Contrarreloj sub-23
- 2.º en el Campeonato Oceánico en Ruta
- UCI Oceania Tour
- Trofeo Alcide Degasperi
- 1 etapa del Tour de Thüringe
- Campeonato Mundial Contrarreloj sub-23

2014
- 3.º en el Campeonato de Australia Contrarreloj

2017
- Herald Sun Tour, más 1 etapa

2020
- Tour de la República Checa, más 1 etapa[2]

2021
- Tour de Hungría, más 1 etapa

2023
- 1 etapa de la Vuelta a Asturias

## Resultados en Grandes Vueltas y Campeonato del Mundo
Durante su carrera deportiva ha conseguido los siguientes puestos en las Grandes Vueltas y en los Campeonatos del Mundo en carretera:
| Carrera         | Carrera         | 2011 | 2012 | 2013 | 2014 | 2015  | 2016 | 2017 | 2018 | 2019 | 2020 | 2021 | 2022 | 2023 | 2024 | 2025 |
| --------------- | --------------- | ---- | ---- | ---- | ---- | ----- | ---- | ---- | ---- | ---- | ---- | ---- | ---- | ---- | ---- | ---- |
|                 | Giro de Italia  | —    | —    | —    | —    | —     | 53.º | —    | —    | —    | Ab.  | —    | 33.º | —    | —    | 46.º |
|                 | Tour de Francia | —    | —    | —    | —    | —     | —    | 88.º | Ab.  | —    | —    | —    | —    | —    | —    | —    |
|                 | Vuelta a España | —    | —    | —    | —    | 147.º | 45.º | —    | 70.º | 49.º | —    | 95.º | —    | —    | —    | —    |
| Mundial en Ruta | Mundial en Ruta | —    | —    | —    | —    | —     | —    | —    | Ab.  | —    | Ab.  | —    | —    | —    | —    | —    |

—: no participa

Ab.: abandono

## Equipos
- Team Jayco-AIS (2011-2012)
- Orica/Mitchelton/BikeExchange (2013[3] -2022)
  - Orica-GreenEDGE (2013-2016)
  - Orica-BikeExchange (2016)
  - Orica-Scott (2017)
  - Mitchelton-Scott (2018-2020)
  - Team BikeExchange (2021)
  - Team BikeExchange-Jayco (2022)
- Q36.5 Pro Cycling Team (2023-)